# Ron Springett
Ronald Deryk George Springett est un footballeur anglais né le 22 juillet 1935 à Fulham, à Londres, et mort le 12 septembre 2015 à Kingston upon Thames, à Londres.
Springett, qui a fait l'essentiel de sa carrière à Sheffield Wednesday, a gardé les buts de l'équipe d'Angleterre à 33 reprises.

## Carrière
- 1953-1958 : Queens Park Rangers  Angleterre
- 1958-1967 : Sheffield Wednesday  Angleterre
- 1966-1967 : Queens Park Rangers  Angleterre

## Palmarès
- 33 sélections et 0 but avec l'équipe d'Angleterre entre 1959 et 1966.
- Vainqueur de la Coupe du monde 1966 avec l'Angleterre